# جوليا ديمبسي
جوليا ديمبسي (بالإنجليزية: Julia Dempsey)‏ هي ممرضة وراهبة أمريكية، ولدت في 14 مارس 1856 في سالامانكا في الولايات المتحدة، وتوفيت في 29 مارس 1939 في روشستر في الولايات المتحدة.